# 中国藏学研究中心

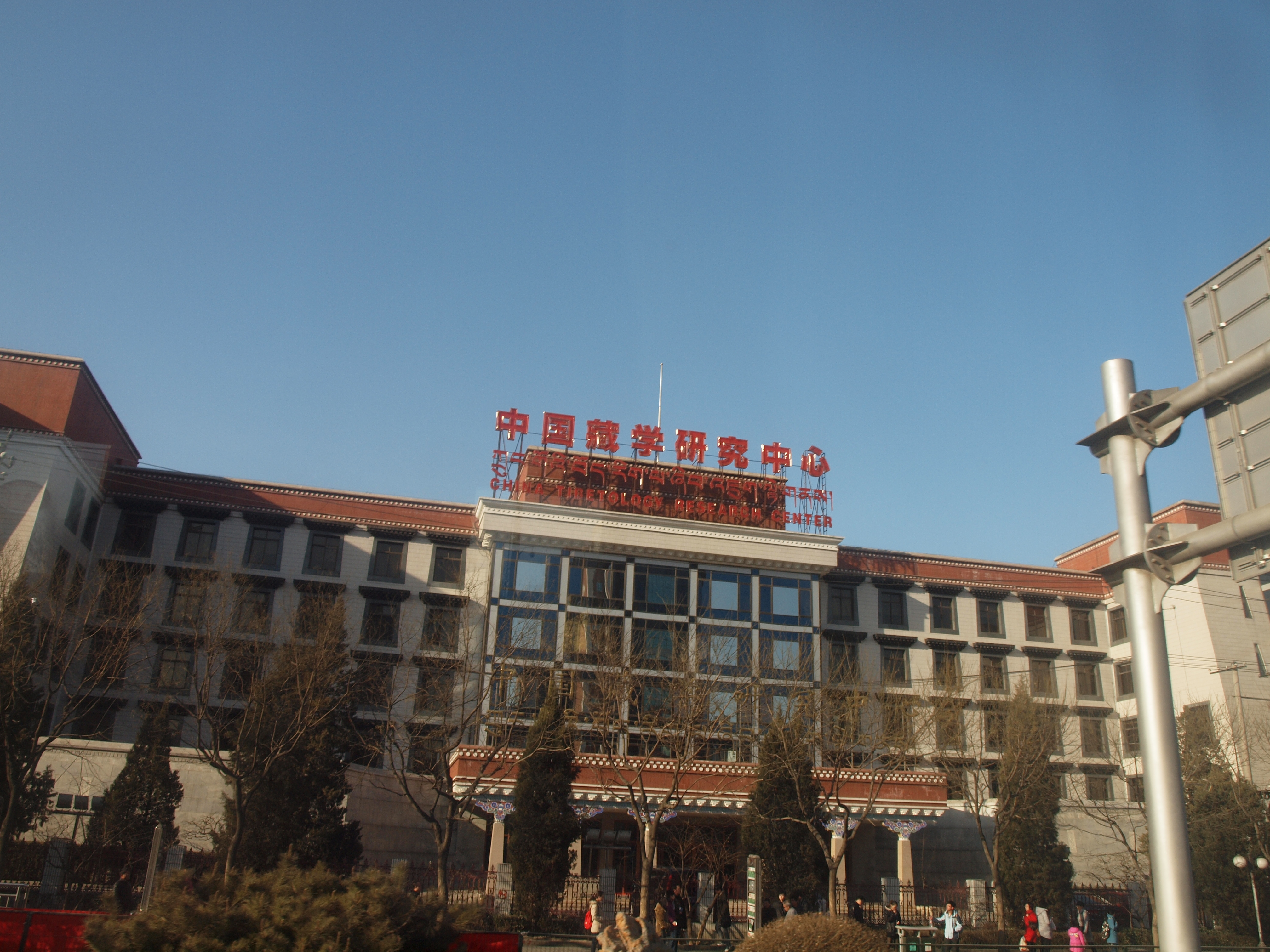
中国藏学研究中心，位于北京市朝阳区北四环东路131号

中国藏学研究中心是中国国家级藏学研究的专门机构，位于北京市朝阳区北四环东路131号。

## 简介
中国藏学研究中心成立于1986年5月20日。以研究藏族文化，西藏自治区及甘肃省、青海省、四川省、云南省四省藏区的历史、现状、未来为主，“致力于保护与发展藏族文化，联系国内藏学机构学者，推动学术交流合作，繁荣藏学事业。”
中国藏学研究中心由总干事、副总干事组成总干事会进行行政管理。学术委员会为学术咨询与评议机构。各业务部门主要通过承担项目来开展学术研究等工作。
2013年时，该中心的领导班子由党组书记游洛屏，总干事拉巴平措，副总干事游洛屏、洛桑·灵智多杰、柳应华、郑堆组成；一批专家组成学术委员会；职工174人，包括藏族、汉族、蒙古族、满族、回族、土家族、纳西族、彝族、达斡尔族、白族等民族人士。
该中心主办全国北京藏学讨论会、藏学珠峰论坛，以及中国藏学珠峰奖评选、藏学工作协调会等等活动。该中心还编辑出版《中国藏学年鉴》、《中国藏学》杂志，开办中国藏学网。

## 组织
- 总干事会
  - 学术委员会
  - 各业务部门及其他机构：
    - 社会经济研究所
    - 历史研究所
    - 宗教研究所
    - 当代研究所
    - 藏医药研究所
    - 图书资料馆
    - 中国藏学出版社
    - 中国藏学杂志社
    - 西藏文化博物馆
    - 中国藏学网站
    - 北京藏医院
    - 大藏经对勘局
    - 科研业务办公室
    - 办公室
    - 机关党委（人事办公室）
    - 机关服务中心[1]